# Fabiola Gianotti
Fabiola Gianotti  (Roma, 29 de octubre de 1960) es una física de partículas italiana exportavoz de la colaboración internacional experimento ATLAS en el Gran colisionador de hadrones y la primera mujer nombrada directora general de la Organización Europea para la Investigación Nuclear (CERN).

## Biografía
Gianotti se doctoró en Física de partículas experimentales en la Universidad de Milán el año 1989. Es investigadora permanente en el Departamento de Física del CERN desde el 1996, implicada en varios experimentos del laboratorio: WA70, UA2, ALEPH y ATLAS —del que fue portavoz de la colaboración internacional de 2009 a 2013— y anunció oficialmente junto a John Incandela, portavoz del experimento CMS, el descubrimiento del bosón de Higgs el año 2012 en un seminario en el CERN. En agosto de 2013 se convirtió en catedrática honoraria de la Universidad de Edimburgo. Es también miembro de la Accademia Nazionale dei Lincei, miembro asociada extranjera de la Academia Nacional de Ciencias de Estados Unidos y doctor honoris causa por la Universidad de Upsala, La École Polytechnique Fédérale de Lausana (EPFL), la Universidad McGill  (Montreal), la Universidad de Oslo y la Universidad de Edimburgo.
En el año 2013 se le concedió el Premio Enrico Fermi de la Sociedad de Física de Italia y un año más tarde, en 2014, fue nombrada Cavaliere di Gran Croce dell'ordine al merito della Repubblica, por el presidente italiano Giorgio Napolitano. Fue incluida entre las «100 mujeres más inspiradoras del mundo» por el diario The Guardian (Reino Unido, 2011), clasificada la quinta «Personalidad del Año» por la revista Time (EE. UU., 2012), nombrada entre las «100 mujeres más influyentes del mundo» por la revista Forbes (EE. UU., 2013) y considerada entre los «Principales pensadores globales» por la revista Foreign Policy (EE. UU., 2013). Gianotti es miembro del Consejo Científico del Secretario General de la Organización de las Naciones Unidas, Ban Ki-moon.